# Aviacon Air Cargo
Aviacon Air Cargo (Russisch: Авиакон) is een Russische luchtvaartmaatschappij met haar thuisbasis in Jekaterinenburg. Het bedrijf voert vrachtlijndienst en vrachtchartervluchten uit binnen en buiten Rusland. Aviacon Zitotrans werd opgericht in 1995. In 2008 is de naam veranderd van Aviacon Zitotrans in Aviacon Air Cargo.

## Vloot
De vloot van Aviacon Air Cargo bestaat uit: (march 2013)
- 6 Ilyushin IL-76TD